# Eugoa strigicosta
Eugoa strigicosta là một loài bướm đêm thuộc phân họ Arctiinae, họ Erebidae.